# 西都市
西都市（日语：／ Saito shi */?）是位于日本宮崎縣中央的城市，以日本最大的古墳群西都原古墳群而聞名。境內約70%的面積被山地覆蓋，九州蓄水量最大的水壩一瀨水壩坐落於此。西都市也是全日本青椒產量最多的地方。

## 人口
| 西都市人口分布圖 |                                               |  |
| 西都市與日本全國年齡別人口分布比較圖 （2005年資料） | 西都市的年齡、男女別人口分布圖 （2005年資料） |  |
| ■紫色是西都市 ■綠色是全国 | ■藍色是男性 ■紅色是女性                       |  |
| 西都市人口變化 \| 1970年 \| 38,509人 \| \| \| 1975年 \| 37,054人 \| \| \| 1980年 \| 37,836人 \| \| \| 1985年 \| 38,370人 \| \| \| 1990年 \| 37,218人 \| \| \| 1995年 \| 36,331人 \| \| \| 2000年 \| 35,381人 \| \| \| 2005年 \| 34,087人 \| \| \| 2010年 \| 32,614人 \| \| \| 2015年 \| 30,683人 \| \| \| 2020年 \| 28,610人 \| \| |                                               |  |
| 資料來源：日本總務省統計中心提供之人口普查數據 |                                               |  |
| 1970年 | 38,509人                                      |  |
| 1975年 | 37,054人                                      |  |
| 1980年 | 37,836人                                      |  |
| 1985年 | 38,370人                                      |  |
| 1990年 | 37,218人                                      |  |
| 1995年 | 36,331人                                      |  |
| 2000年 | 35,381人                                      |  |
| 2005年 | 34,087人                                      |  |
| 2010年 | 32,614人                                      |  |
| 2015年 | 30,683人                                      |  |
| 2020年 | 28,610人                                      |  |

## 歷史
由於西都市擁有日本最大的古墳群，因此被認為過去有具有規模的古代國家存在於此。日本實施律令制時，現在的市中心「妻地區」為過去日向國國府、日向國分寺、國分尼寺的所在地。江戶時代，妻和穗北地區為幕府的直屬領，三財、三納、都於郡地區則為佐土原藩島津家的領地。

### 年表
- 1889年5月1日：實施町村制，現在的轄區在當時分屬：兒湯郡上穗北村、下穗北村、都於郡村、三納村、三財村、東米良村。
- 1924年4月1日：下穗北村改制為下穗北町。[2]
- 1924年8月1日：下穗北町改名為妻町。
- 1955年4月1日：妻町和上穗北村合併為西都町。
- 1958年4月1日：三納村和都於郡村被併入西都町。
- 1958年11月1日：西都町改制為西都市。
- 1962年4月1日：三財村和東米良村的部份區域被併入西都市。

| 1889年以前              | 1889年5月1日 | 1889年 - 1944年 | 1889年 - 1944年 | 1945年 - 1958年             | 1958年 - 1988年         | 1958年 - 1988年           | 1989年 - 現在              | 現在                       |
| ----------------------- | ------------ | --------------- | --------------- | --------------------------- | ----------------------- | ------------------------- | -------------------------- | -------------------------- |
|                         | 木城村       | 木城村          | 木城村          | 木城村                      | 木城村                  | 1962年4月1日 木城村       | 1973年4月1日 改制為木城町  | 1973年4月1日 改制為木城町  |
|                         | 東米良村     |                 |                 |                             |                         | 1962年4月1日 木城村       | 1973年4月1日 改制為木城町  | 1973年4月1日 改制為木城町  |
| 1962年4月1日 併入西都市 | 西都市       | 西都市          |                 |                             |                         |                           |                            |                            |
|                         | 西都市       | 西都市          | 下穂北村        | 1924年4月1日 改制為下穂北町 | 1924年8月1日 改名為妻町 | 1955年4月1日 合併為西都町 | 1958年11月1日 改制為西都市 | 1958年11月1日 改制為西都市 |
|                         | 西都市       | 西都市          | 上穂北村        |                             |                         | 1955年4月1日 合併為西都町 | 1958年11月1日 改制為西都市 | 1958年11月1日 改制為西都市 |
|                         | 西都市       | 西都市          | 都於郡村        | 都於郡村                    | 都於郡村                | 1958年4月1日 併入西都町   | 1958年11月1日 改制為西都市 | 1958年11月1日 改制為西都市 |
|                         | 西都市       | 西都市          | 三納村          |                             |                         | 1958年4月1日 併入西都町   | 1958年11月1日 改制為西都市 | 1958年11月1日 改制為西都市 |
|                         | 西都市       | 西都市          | 三財村          | 三財村                      | 三財村                  | 三財村                    | 三財村                     | 1962年4月1日 併入西都市    |

## 交通

### 鐵路
市內無鐵路通過，過去曾有國鐵妻線通過，但已於1984年停駛。
- 國鐵
  - 妻線：黑生野車站 - 妻車站 - 穗北車站 - 杉安車站

### 道路
高速道路
- 東九州自動車道：西都交流道

## 觀光資源
景點
- 日向國分寺
- 西都原古墳群
- 常心塚古墳
- 千畑古墳
- 兒屋根塚古墳'
- 穗北横穴墓群
- 三納古墳群
- 松本古墳
- 三財古墳群
- 都於郡城遺跡

祭典活動
- 下水流臼太鼓踊：每年9月
- 西都古墳祭：每年11月
- 銀鏡神樂：每年12月
- 都於郡城遺跡祭：每年11月的第二個星期日

## 教育
高等學校
- 宮崎縣立妻高等學校
- 宮崎縣立西都商業高等學校

## 本地出身之名人
- 米良美一：歌手
- 0930：歌手團體
- 黑木淳吉：作家
- 黑木靖夫：前新力公司非執行董事
- 安藤忠恕：前宮崎縣知事

## 外部連結
- （日語） 西都市觀光協會
- （日語） 西都商工会議所 （页面存档备份，存于）